# Rebelião de Kett
A Rebelião de Kett foi uma revolta que ocorreu em Norfolk, Inglaterra, durante o reinado de Eduardo VI, que tinha como principal objetivo opor-se aos Cercamentos.

## Histórico
Teve início em Wymondham, no dia 8 de julho de 1549, quando um grupo de camponeses começou a destruir cercas que haviam sido colocadas por ricos proprietários de terras. Dentre aqueles que tiveram suas cercas destruídas, estava o fazendeiro Robert Kett que, em vez de resistir aos rebeldes, concordou com suas demandas e passou a liderá-los.
No dia 12 de julho, os rebeldes montaram um acampamento com 16.000 homens em Mousehold Heath a nordeste de Norwich. Nesse lugar, elaboraram um documento com 29 reivindicações
No dia 21 de julho, os rebeldes tomaram Norwich, na época a segunda maior cidade da Inglaterra.
No dia 1º de agosto, os rebeldes derrotaram um exército liderado pelo Marquês de Northampton.
No dia 27 de agosto, os rebeldes foram derrotados por um exército liderado pelo Conde de Warwick na Batalha de Dussindale.
No dia 7 de dezembro de 1549, Kett foi enforcado nas muralhas do Castelo de Norwich.